# Істон (Вашингтон)
Істон (англ. Easton) — переписна місцевість (CDP) в США, в окрузі Кіттітас штату Вашингтон. Населення — 407 осіб (2020).

## Географія
Істон розташований за координатами 47°13′58″ пн. ш. 121°9′34″ зх. д. / 47.23278° пн. ш. 121.15944° зх. д. (47.232710, -121.159518).  За даними Бюро перепису населення США в 2010 році переписна місцевість мала площу 8,34 км², з яких 8,31 км² — суходіл та 0,04 км² — водойми.

## Демографія
Згідно з переписом 2010 року, у переписній місцевості мешкало 478 осіб у 204 домогосподарствах у складі 129 родин. Густота населення становила 57 осіб/км².  Було 376 помешкань (45/км²).
Расовий склад населення:
| - 84,5 % — білих - 1,5 % — корінних американців - 0,2 % — чорних або афроамериканців - 12,6 % — осіб інших рас |

До двох чи більше рас належало 1,3 %. Частка іспаномовних становила 16,1 % від усіх жителів.
За віковим діапазоном населення розподілялося таким чином: 17,6 % — особи молодші 18 років, 65,7 % — особи у віці 18—64 років, 16,7 % — особи у віці 65 років та старші. Медіана віку мешканця становила 46,8 року. На 100 осіб жіночої статі у переписній місцевості припадало 106,0 чоловіків;  на 100 жінок у віці від 18 років та старших — 107,4 чоловіків також старших 18 років.
Середній дохід на одне домашнє господарство  становив 55 031 долар США (медіана — 60 962), а середній дохід на одну сім'ю — 58 026 доларів (медіана — 61 058). За межею бідності перебувало 3,5 % осіб, у тому числі 0,0 % дітей у віці до 18 років та 0,0 % осіб у віці 65 років та старших.
Цивільне працевлаштоване населення становило 159 осіб. Основні галузі зайнятості: транспорт — 28,3 %, будівництво — 25,8 %, мистецтво, розваги та відпочинок — 14,5 %, роздрібна торгівля — 8,8 %.